# Miles Aldridge
Miles Aldridge (Londres 29 de septiembre de 1964) es un fotógrafo y artista británico.

## Primeros años
Hijo del diseñador gráfico Alan Aldridge, Miles creció acostumbrado a las celebridades – John Lennon era amigo de su familia, como también Eric Clapton y Elton John. Cuando era niño, posó con su padre para Antony Armstrong-Jones. A la edad de 12, Alan Aldridge se mudó a Los Ángeles donde formó una nueva familia. Miles se quedó en Londres con su madre Rita, una ama de casa, y su medio-hermano Marc Aldridge y su hermana Saffron Aldridge, quien es modelo. Sus dos medio-hermanas Lily Aldridge y Ruby Aldridge también son modelos. Estudió ilustración en la Central St Martins para seguir los pasos de su padre y comenzó a dirigir videos musicales (para bandas como The Verve, The Charlatans y Catherine Wheel).
Comenzó una carrera en la fotografía de forma inesperada: mandó fotos de la que entonces era su novia a la revista Vogue y estos lo llamaron, al igual que a ella. Pandara aquel entonces, ya había aparecido en fotos junto a su hermana y viajó a Nueva York a mediados de los 90s, donde empezó a trabajar casi inmediatamente.

## Carrera
Inicialmente Aldridge fotografió portadas de la revista mensual estadounidense W, entonces comenzó a trabajar para Numéro, Teen Vogue, Vogue, The New York Times Magazine, GQ, The New Yorker, The Face, Paradis y Harper's Bazaar. Por muchos años contribuyó en Vogue Italia, formando una amistad sólida con Franca Sozzani.
Aldridge trabajó como fotógrafo de anuncios para Longchamp, MAC Cosmetics, Sergio Rossi, Carolina Herrera, Lavazza y Mercedes E-Class, entre otros. Ha fotografiado para Karl Lagerfeld, Giorgio Armani, Yves Saint Laurent y Paul Smith.